# Christopher Samba
Veijeany Christopher Samba, né le 28 mars 1984 à Créteil dans le département du Val-de-Marne, est un footballeur international congolais qui évolue au poste de défenseur.
Il est également de nationalité française.

## Biographie
Christopher Samba commence le football au FC Rouen où il est remarqué par le CS Sedan. Il intègre le centre de formation sedanais à l'âge de dix-sept ans et fait ses débuts dans le groupe professionnel lors de la saison 2003-2004.  Trois mois avant la fin de son contrat de stagiaire, il est victime d'une fracture du péroné et le club sedanais ne lui propose pas de contrat professionnel.
Après six mois sans club, Philippe Romieu recruteur du club sedanais l'oriente vers Christian Letard responsable de la sélection nationale du Congo.
Il rejoint en janvier 2005 le Hertha Berlin, tout d'abord en équipe réserve puis intègre l'équipe une la saison suivante. En janvier 2007, il est transféré au Blackburn Rovers et s'impose comme titulaire. Le 24 février 2012, Samba signe au FK Anji Makhatchkala pour 14,1 millions d'euros.
Le 31 janvier 2013, le joueur s'engage 4 ans et 6 mois au Queens Park Rangers, le transfert est estimé à 15 millions d'euros. Mais six mois plus tard, en juillet, il retourne au FK Anji Makhatchkala. Mais suite le 29 août 2013, il quitte l'Anji pour rejoindre le FC Dynamo Moscou. Libre de tout contrat, lors du mercato estival 2016, il est transféré au Panathinaikos pour un contrat d'un an. Il est cependant libéré par le club grec en janvier 2017.
À l'essai à Aston Villa à partir du mois de février 2017, Samba s'engage pour un an avec le club anglais le 20 juillet 2017. Il inscrit un but en quatorze matchs toutes compétitions confondues avant de quitter le club à l'issue de son contrat.